# Leptolebias
 Leptolebias és un gènere de peixos de la família Rivulidae i de l'ordre dels ciprinodontiformes.

## Taxonomia
- Leptolebias aureoguttatus (da Cruz, 1974)
- Leptolebias citrinipinnis (Costa, Lacerda & Tanizaki, 1988)
- Leptolebias cruzi (Costa, 1988)
- Leptolebias fractifasciatus (Costa, 1988)
- Leptolebias leitaoi (da Cruz & Peixoto, 1992)
- Leptolebias marmoratus (Ladiges, 1934)
- Leptolebias minimus (Myers, 1942)
- Leptolebias opalescens (Myers, 1942)
- Leptolebias splendens (Myers, 1942)[1][2][3][4]